# 密山戰鬥
密山戰鬥發生於1929年8月23日，地點則是在中國吉林一帶，是中東路事件的戰鬥之一。密山戰鬥的交戰雙方，一方為东北軍，另一方為蘇軍。

## 參看
- 中東路事件